# 巴里托河
巴里托河，是位於印尼南加里曼丹省的河流，起源於穆勒山脈，長890公里，覆蓋面積10萬平方公里（38,610平方公里），河流平均排放量為194,230立方英尺（5,500立方米/秒）。向南流入爪哇海。
這條河也是非洲說馬拉加斯語族群的發源地，尋於達雅克語和瑪安延語。他們大約3至10世紀到達馬達加斯加定居，目前島上多數說馬拉加斯語的人也多是起源於南加里曼丹的族群。